# Целочисленная матрица
В математике целочисленной матрицей называется матрица, элементы которой являются целыми числами. Целочисленными являются, например, бинарные матрицы, нулевая матрица, матрица единиц, единичная матрица и матрица смежности. Целочисленные матрицы часто применяются в комбинаторике и, в частности, в теории графов.

## Примеры
Матрицы {\displaystyle \left({\begin{array}{cccr}5&2&6&0\\4&7&3&8\\5&9&0&4\\3&1&0&-3\\9&0&2&1\end{array}}\right)} и {\displaystyle \left({\begin{array}{ccc}1&5&0\\0&9&2\\1&7&3\end{array}}\right)} являются целочисленными.

## Свойства
- Определитель целочисленной матрицы является целым числом.
- Матрица, обратная целочисленной матрице {\displaystyle M}, является целочисленной тогда и только тогда, когда определитель {\displaystyle M} равен {\displaystyle 1} или {\displaystyle -1}. Такие матрицы называются унимодулярными.
  - Целочисленные матрицы с определителем, равным {\displaystyle 1}, образуют специальную линейную группу {\displaystyle \mathrm {SL} _{n}(\mathbf {Z} )}, которая используется в арифметике и геометрии. При {\displaystyle n=2} она тесно связана с модулярной группой.
- Характеристический многочлен целочисленной матрицы имеет целочисленные коэффициенты.
  - В частности, собственные числа матрицы являются целыми алгебраическими числами.

## Внешние ссылки
- Integer Matrix at MathWorld